# Holdkorsó
A holdkorsó a 17. és 18 században Csoszon (Joseon)ban gyártott fehér porcelán korsófajta, melynek alakja és tejfehér máza a teliholdra emlékeztet, innen kapta a nevét. Rizs, szójaszósz, alkoholos italok tárolására használták, de vázaként is funkcionálhatott. Általában az alsó és felső részét külön formázta meg a fazekas, majd összeolvasztotta a két részt, emiatt – és mert magassága meghaladta a 40 centimétert – sokszor deformálódott égetés közben. Az aszimmetrikus alakot nem vélték hibának abban a korban, hanem a természet rendjének tartották. A forma és a szín egyszerűsége beleillett a kor neokonfuciánus értékrendjébe. Összesen 20 darab ilyen korsó maradt fenn. A holdkorsó több művészt is megihletett, köztük például Bernard Leacht, Lucie Rie-t és Kim Hvangi (Kim Hwangi)t (김환기).